# Karatjajsjön

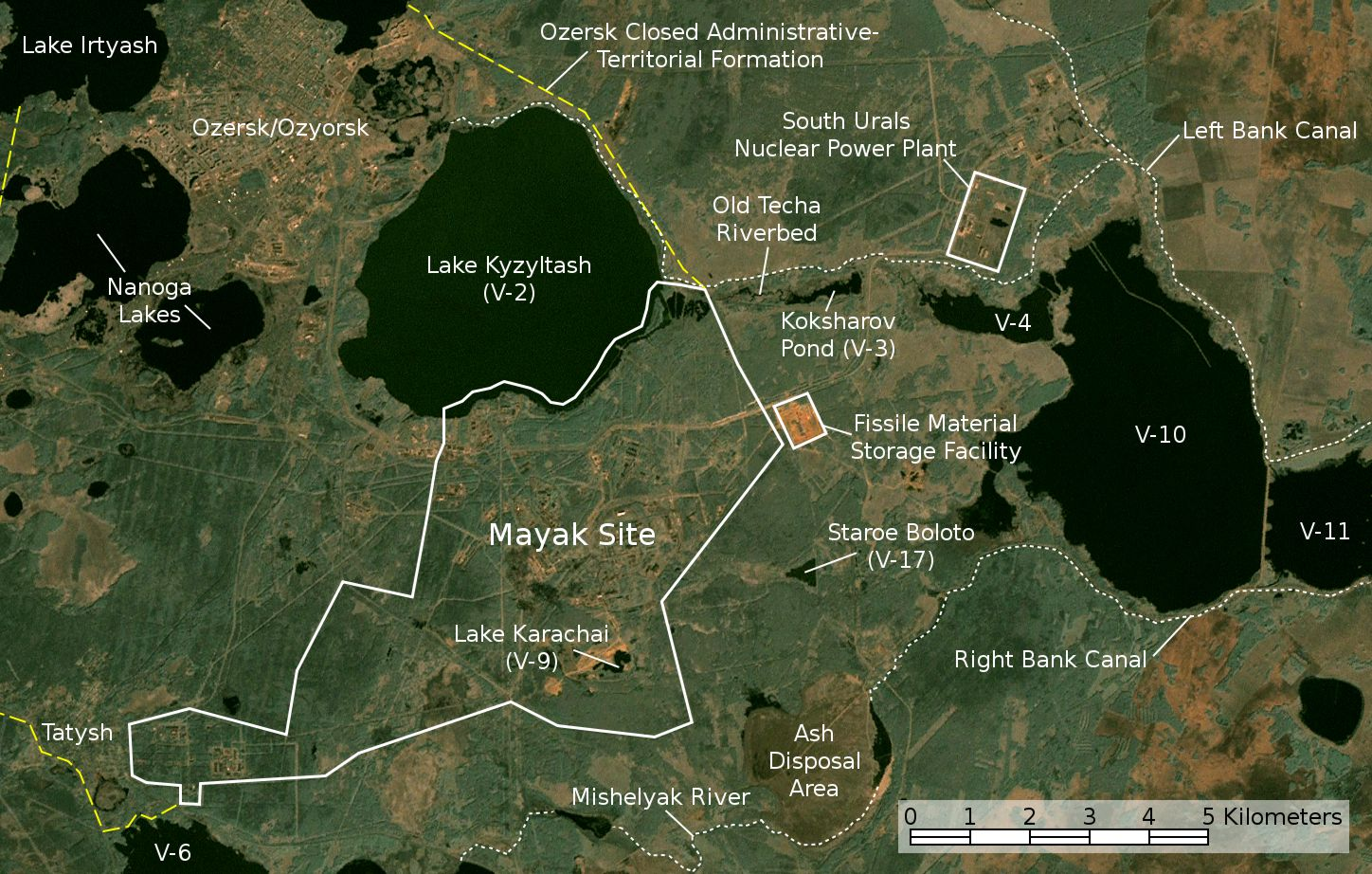
Satellitbild/karta över kärnanläggningen Majak med Karatjajsjön i dess SÖ hörn.

Karatjajsjön (ryska: Карача́й) var en gång en liten sumpig insjö vid södra Uralbergen. På grund av dumpning av kärnavfall som började 1946 och föregick under flera decennier så är sjön en av världens mest radioaktivt förorenade platser.
Upparbetningsanläggningen Majak har sedan 1946 producerat plutonium för kärnvapen vid det så kallade Tjeljabinsk-40-komplexet, som täcker en yta på cirka 90 km² öster om Uralbergen 55º44′ N 60º54′ Ö.
Totalt anses Majak ha läckt ut fem gånger så mycket radioaktivt material som Tjernobylolyckan, Sellafield och all världens atmosfäriska kärnvapenprov hittills släppt ut tillsammans.
Från 1949 till 1951 dumpades medel- och lågaktivt avfall från komplexet i Tetjaflodens flöden som sedan via floden Ob hamnade i Karahavet. När detta upphörde år 1951 dumpades istället medel- och högaktivt avfall i den sumpiga Karatjajsjön som täcker en yta på cirka 0,5 kvadratkilometer. Dumpningen av högaktivt avfall upphörde år 1953, men under tre decennier föregick dumpning av medel- och lågaktivt avfall. Sjön ackumulerade cirka 4,4 EBq radioaktivitet och är därför antagligen jordens idag värst förorenade plats. Vid en torka år 1967 – 1970 spreds stora mängder radioaktivt material via vindar från de uttorkade sjöbankarna över en yta på omkring 1 800 kvadratkilometer.
I ett försök att hindra ytterligare läckage fylldes sjön mellan 1978 och 1986 med nästan 10 000 ihåliga betongblock.
Strålnivån vid den del av sjön som tar emot utsläppen uppmättes 1990 till 600 röntgen per timme (cirka 6 Sv/h) enligt det Washington, D.C.-baserade NRDC (Natural Resources Defense Council), tillräckligt för att ge en dödlig dos till en människa inom någon eller några timmar.